# Rubén Corbo
Ruben Romeo Corbo Burmia (20 de janeiro de 1952) é um ex-futebolista uruguaio que atuava como atacante.

## Carreira
Rubén Corbo fez parte do elenco da Seleção Uruguaia de Futebol, na Copa do Mundo de  1974. 